# Norte Central Paranaense
Norte Central Paranaense is een van de tien mesoregio's van de Braziliaanse deelstaat Paraná. Zij grenst aan de mesoregio's Noroeste Paranaense, Centro Ocidental Paranaense, Centro-Sul Paranaense, Sudeste Paranaense, Centro Oriental Paranaense, Norte Pioneiro Paranaense, Assis (SP) en Presidente Prudente (SP). De mesoregio heeft een oppervlakte van ca. 24.556 km². In 2006 werd het inwoneraantal geschat op 1.969.645.
Acht microregio's behoren tot deze mesoregio:
- Apucarana
- Astorga
- Faxinal
- Floraí
- Ivaiporã
- Londrina
- Maringá
- Porecatu

Mesoregio's: Centro Ocidental Paranaense · Centro Oriental Paranaense · Centro-Sul Paranaense · Metropolitana de Curitiba · Noroeste Paranaense · Norte Central Paranaense · Norte Pioneiro Paranaense · Oeste Paranaense · Sudeste Paranaense · Sudoeste Paranaense

Microregio's: Apucarana · Assaí · Astorga · Campo Mourão · Capanema · Cascavel · Cerro Azul · Cianorte · Cornélio Procópio · Curitiba · Faxinal · Floraí · Foz do Iguaçu · Francisco Beltrão · Goioerê · Guarapuava · Ibaiti · Irati · Ivaiporã · Jacarezinho · Jaguariaíva · Lapa · Londrina · Maringá · Palmas · Paranaguá · Paranavaí · Pato Branco · Pitanga · Ponta Grossa · Porecatu · Prudentópolis · Rio Negro · São Mateus do Sul · Telêmaco Borba · Toledo · Umuarama · União da Vitória · Wenceslau Braz